# Nigéria a 2013-as úszó-világbajnokságon
Nigéria három úszóval vett részt a 2013-as úszó-világbajnokságon, akik hat versenyszámban indultak.

## Úszás
Férfi
| Versenyző               | Verseny                  | Selejtező | Selejtező | Elődöntő          | Elődöntő          | Döntő             | Döntő             |
| Versenyző               | Verseny                  | Idő       | Helyezés  | Idő               | Helyezés          | Idő               | Helyezés          |
| ----------------------- | ------------------------ | --------- | --------- | ----------------- | ----------------- | ----------------- | ----------------- |
| Samson Opuakpo Forcados | 50 méteres hátszás       | DSQ       | DSQ       | Nem jutott tovább | Nem jutott tovább | Nem jutott tovább | Nem jutott tovább |
| Samson Opuakpo Forcados | 100 méteres gyorsúszás   | DSQ       | DSQ       | Nem jutott tovább | Nem jutott tovább | Nem jutott tovább | Nem jutott tovább |
| Yellow Yeiyah           | 50 méteres gyorsúszás    | DSQ       | DSQ       | Nem jutott tovább | Nem jutott tovább | Nem jutott tovább | Nem jutott tovább |
| Yellow Yeiyah           | 50 méteres pillangóúszás | 25.56     | 50        | Nem jutott tovább | Nem jutott tovább | Nem jutott tovább | Nem jutott tovább |

Női
| Versenyző      | Verseny               | Selejtező | Selejtező | Elődöntő          | Elődöntő          | Döntő             | Döntő             |
| Versenyző      | Verseny               | Idő       | Helyezés  | Idő               | Helyezés          | Idő               | Helyezés          |
| -------------- | --------------------- | --------- | --------- | ----------------- | ----------------- | ----------------- | ----------------- |
| Rachael Tonjor | 50 méteres mellúszás  | 35.41     | 59        | Nem jutott tovább | Nem jutott tovább | Nem jutott tovább | Nem jutott tovább |
| Rachael Tonjor | 100 méteres mellúszás | 1:19.81   | 55        | Nem jutott tovább | Nem jutott tovább | Nem jutott tovább | Nem jutott tovább |